# Adherbal (Admiral)
Adherbal oder Ad Herbal († 230 v. Chr.) war Kommandeur der karthagischen Flotte im Kampf um die Vorherrschaft im Mittelmeer während des Ersten Punischen Kriegs gegen die Römische Republik von 264 v. Chr. bis 241 v. Chr. Sein Kommando dauerte mindestens bis zur Schlacht von Drepana im Jahr 249 v. Chr., dem einzigen Seesieg Karthagos in diesem Krieg.